# Einar Turkowski
Einar Turkowski (* 11. Juli 1972 in Kiel) ist ein deutscher Illustrator.

## Leben
Einar Turkowski verbrachte seine Kindheit in Fahren, einem kleinen Ort in der Probstei nahe Kiel. Während seiner Schulzeit war er schon in dem Leistungskurs für Kunst sehr erfolgreich. Nach seinem Abitur machte er ein Praktikum als Bühnenbildner. 1998 bewarb er sich an der Hochschule für Angewandte Wissenschaften Hamburg und wurde daraufhin in die Illustrationsklasse von Rüdiger Stoye aufgenommen. Im März 2005 absolvierte er seine Diplomprüfung.
Mit seinem Erstlingswerk Es war finster und merkwürdig still erreichte Turkowski mehrere Erfolge, unter anderem den zweiten Preis beim 16. Troisdorfer Bilderbuchpreis und den Grand Prix der 21. Biennale der Illustrationen Bratislava 2007. Für die Illustrationen griff er auf eine traditionelle Bleistifttechnik zurück, für die Turkowski über 400 Bleistiftminen vom Härtegrad HB und einen einzigen Druckbleistift benötigte. Neben der Illustration zeichnet Turkowski hier auch für die Geschichte und die Typographie verantwortlich.

## Werke
- Es war finster und merkwürdig still, Zürich 2005, ISBN 978-3-7152-0513-7
- Ph. Pullman: Die Abenteuer des Baron von Krähenschreck. Illustr.: E. Turkowski. Carlsen 2007, ISBN 978-3-551-55414-7
- Die Mondblume, Zürich 2009, ISBN 978-3-7152-0579-3
- Finn findet was, Hildesheim 2010, ISBN 978-3-8369-5283-5
- Der Schäfer, der Wind, der Wolf und das Meer, Hildesheim 2010, ISBN 978-3-8369-5273-6
- Der rauhe Berg, Zürich 2012, ISBN 978-3-7152-0625-7
- Als die Häuser heimwärts schwebten… Erzählbilder von Einar Turkowski, München 2012, ISBN 978-3-939435-48-8
- Die Nachtwanderin, München 2015, ISBN 978-3-9445-7275-8

## Auszeichnungen
- 2013: Nominierung zum Deutschen Jugendliteraturpreis für: Der Rauhe Berg[1]
- 2012: Kröte des Monats September für  Der Rauhe Berg
- 2009: Grand Prix des 45. Golden Pen of Belgrad
- 2007: 2. Preis Troisdorfer Bilderbuchpreis für: Es war finster und merkwürdig still
- 2007: Grand Prix der 21. Biennale der Illustrationen Bratislava
- 2005: LesePeter Dezember für Es war finster und merkwürdig still